# Сокото
Сокото је једна од држава Нигерије. Налази се на северозападу земље, а главни град државе је Сокото. Држава Сокото је формирана 1976. године и има 4.244.399 становника (подаци из 2005). Најзначајније етничке групе у држави су Хауса, Дукава и Бусава. Ово је једна од држава Нигерије у којима је уведен шеријатски закон. 